# Besir Demiri
Besir Demiri (in macedone Бесир Демири?; Skopje, 1º agosto 1994) è un calciatore macedone naturalizzato albanese, difensore o centrocampista del Rabotnički.

## Carriera

### Club
Il 1º gennaio 2015 viene acquistato a titolo definitivo per 20.000 euro dalla squadra macedone dello Škendija.
Il 13 febbraio 2018 viene acquistato a titolo definitivo dalla squadra ucraina del Mariupol', con cui firma un contratto di un anno e mezzo con scadenza il 30 giugno 2019.
Il 1º luglio 2019, libero dai vincoli contrattuali, viene acquistato a parametro zero dal club slovacco dello Žilina.

### Nazionale
Debutta con la nazionale macedone Under-21 l'11 giugno 2015 nella partita valida per le qualificazioni ad Euro 2017, terminata con una sconfitta per 3-0 contro l'Islanda.
Dopo aver giocato nelle nazionali macedoni, ad agosto 2018 decide di giocare per la nazionale albanese, anche per le sue origini albanesi.
Il 1º settembre 2018 riceve la sua prima convocazione dalla nazionale albanese per le partite valide per la Nations League contro Israele e Scozia del 7 e 10 settembre 2018.

## Statistiche

### Presenze e reti nei club
Statistiche aggiornate al 12 maggio 2022.
| Stagione         | Squadra          | Campionato       | Campionato | Campionato | Coppe nazionali | Coppe nazionali | Coppe nazionali | Coppe continentali | Coppe continentali | Coppe continentali | Altre coppe | Altre coppe | Altre coppe | Totale | Totale |
| Stagione         | Squadra          | Comp             | Pres       | Reti       | Comp            | Pres            | Reti            | Comp               | Pres               | Reti               | Comp        | Pres        | Reti        | Pres   | Reti   |
| ---------------- | ---------------- | ---------------- | ---------- | ---------- | --------------- | --------------- | --------------- | ------------------ | ------------------ | ------------------ | ----------- | ----------- | ----------- | ------ | ------ |
| 2014-gen. 2015   | Shkupi           | VL               | 0          | 0          | CM              | 0               | 0               | -                  | -                  | -                  | -           | -           | -           | 0      | 0      |
| gen.-giu. 2015   | Škendija         | PL               | 11         | 1          | CM              | 0               | 0               | UEL                | -                  | -                  | -           | -           | -           | 11     | 1      |
| 2015-2016        | Škendija         | PL               | 29         | 2          | CM              | 4               | 0               | UEL                | 2                  | 0                  | -           | -           | -           | 35     | 2      |
| 2016-gen. 2017   | Škendija         | PL               | 2          | 0          | CM              | 1               | 0               | UEL                | 8                  | 0                  | -           | -           | -           | 11     | 0      |
| Totale Škendija  | Totale Škendija  | Totale Škendija  | 42         | 3          |                 | 5               | 0               |                    | 10                 | 0                  |             | -           | -           | 57     | 3      |
| gen.-giu. 2017   | Vardar           | PL               | 16         | 0          | CM              | 1               | 0               | UCL                | -                  | -                  | -           | -           | -           | 17     | 0      |
| 2017-gen. 2018   | Vardar           | PL               | 10         | 0          | CM              | 0               | 0               | UCL+UEL            | 4+5                | 0                  | -           | -           | -           | 19     | 0      |
| Totale Vardar    | Totale Vardar    | Totale Vardar    | 26         | 0          |                 | 1               | 0               |                    | 9                  | 0                  |             | -           | -           | 36     | 0      |
| gen.-giu. 2018   | Mariupol'        | PL               | 12         | 0          | CU              | 1               | 0               | -                  | -                  | -                  | -           | -           | -           | 13     | 0      |
| 2018-2019        | Mariupol'        | PL               | 21         | 0          | CU              | 0               | 0               | UEL                | 4                  | 0                  | -           | -           | -           | 25     | 0      |
| Totale Mariupol' | Totale Mariupol' | Totale Mariupol' | 33         | 0          |                 | 1               | 0               |                    | 4                  | 0                  |             | -           | -           | 38     | 0      |
| 2019-2020        | Žilina           | SL               | 21         | 2          | CS              | 3               | 0               | -                  | -                  | -                  | -           | -           | -           | 24     | 2      |
| 2020-2021        | Kukësi           | KS               | 33         | 0          | CA              | 2               | 0               | UEL                | 1                  | 0                  | -           | -           | -           | 36     | 0      |
| 2021-2022        | Dinamo Tirana    | KS               | 30         | 0          | CA              | 6               | 0               | -                  | -                  | -                  | -           | -           | -           | 36     | 0      |
| Totale carriera  | Totale carriera  | Totale carriera  | 185        | 5          |                 | 18              | 0               |                    | 24                 | 0                  |             | -           | -           | 227    | 5      |

### Cronologia presenze e reti in nazionale
| Cronologia completa delle presenze e delle reti in nazionale ― Macedonia | Cronologia completa delle presenze e delle reti in nazionale ― Macedonia | Cronologia completa delle presenze e delle reti in nazionale ― Macedonia | Cronologia completa delle presenze e delle reti in nazionale ― Macedonia | Cronologia completa delle presenze e delle reti in nazionale ― Macedonia | Cronologia completa delle presenze e delle reti in nazionale ― Macedonia | Cronologia completa delle presenze e delle reti in nazionale ― Macedonia | Cronologia completa delle presenze e delle reti in nazionale ― Macedonia |
| Data                                                                     | Città                                                                    | In casa                                                                  | Risultato                                                                | Ospiti                                                                   | Competizione                                                             | Reti                                                                     | Note                                                                     |
| ------------------------------------------------------------------------ | ------------------------------------------------------------------------ | ------------------------------------------------------------------------ | ------------------------------------------------------------------------ | ------------------------------------------------------------------------ | ------------------------------------------------------------------------ | ------------------------------------------------------------------------ | ------------------------------------------------------------------------ |
| 29-5-2016                                                                | Bad Erlach                                                               | Azerbaigian                                                              | 1 – 3                                                                    | Macedonia                                                                | Amichevole                                                               | -                                                                        | 83’                                                                      |
| 2-6-2016                                                                 | Skopje                                                                   | Macedonia                                                                | 1 – 3                                                                    | Iran                                                                     | Amichevole                                                               | -                                                                        | 46’                                                                      |
| Totale                                                                   |                                                                          | Presenze                                                                 | 2                                                                        |                                                                          | Reti                                                                     | 0                                                                        |                                                                          |

| Cronologia completa delle presenze e delle reti in nazionale ― Macedonia under 21 | Cronologia completa delle presenze e delle reti in nazionale ― Macedonia under 21 | Cronologia completa delle presenze e delle reti in nazionale ― Macedonia under 21 | Cronologia completa delle presenze e delle reti in nazionale ― Macedonia under 21 | Cronologia completa delle presenze e delle reti in nazionale ― Macedonia under 21 | Cronologia completa delle presenze e delle reti in nazionale ― Macedonia under 21 | Cronologia completa delle presenze e delle reti in nazionale ― Macedonia under 21 | Cronologia completa delle presenze e delle reti in nazionale ― Macedonia under 21 |
| Data                                                                              | Città                                                                             | In casa                                                                           | Risultato                                                                         | Ospiti                                                                            | Competizione                                                                      | Reti                                                                              | Note                                                                              |
| --------------------------------------------------------------------------------- | --------------------------------------------------------------------------------- | --------------------------------------------------------------------------------- | --------------------------------------------------------------------------------- | --------------------------------------------------------------------------------- | --------------------------------------------------------------------------------- | --------------------------------------------------------------------------------- | --------------------------------------------------------------------------------- |
| 11-6-2015                                                                         | Reykjavík                                                                         | Islanda under 21                                                                  | 3 – 0                                                                             | Macedonia under 21                                                                | Qual. Europeo Under-21 2017                                                       | -                                                                                 |                                                                                   |
| 5-9-2015                                                                          | Skopje                                                                            | Macedonia under 21                                                                | 1 – 0                                                                             | Ucraina under 21                                                                  | Qual. Europeo Under-21 2017                                                       | -                                                                                 |                                                                                   |
| Totale                                                                            |                                                                                   | Presenze                                                                          | 2                                                                                 |                                                                                   | Reti                                                                              | 0                                                                                 |                                                                                   |

## Palmarès

### Club

#### Competizioni nazionali
- Coppa di Macedonia: 1

Škendija: 2015-2016
- Campionato macedone: 1

Vardar: 2016-2017